# Lithocarpus corneri
Lithocarpus corneri är en bokväxtart som beskrevs av Julia och Soupadmo. Lithocarpus corneri ingår i släktet Lithocarpus och familjen bokväxter. Inga underarter finns listade.